# Naikap Naya Bhanjyang
Naikap Naya Bhanjyang es un pueblo ubicado en el distrito de Katmandú, provincia de Bagmati, Nepal.

## Superficie
Cuenta con una superficie de 1,251 kilómetros cuadrados.

## Demografía
Datos hasta 2015
- Población: 14 010 habitantes.[1]
- Densidad de población: 11,202 habitantes por kilómetro cuadrado.[1]
- Población masculina: 7117 (50,8%).[1]
- Población femenina: 6893 (49,2%).[1]